# 제프 올트먼

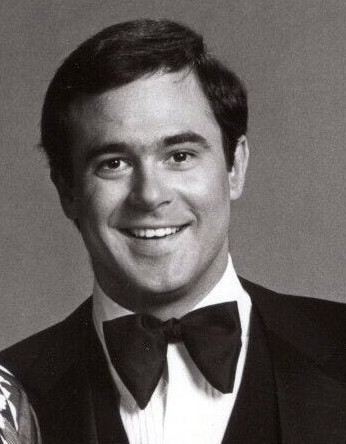

제프 올트먼(영어: Jeff Altman, 1951년 8월 13일 ~ )은 미국의 배우이다.
시러큐스에서 태어났다.

## 영화
- 꿀벌 대소동 (2007년)
- 백 바이 미드나잇 (2002년)
- 홀리데이 인 더 선 (2001년)
- 하이랜더 2 (1991년)
- SOS 해상 구조대 (1989년)
- 소울 맨 (1986년)
- 유쾌한 감방 (1985년)
- 크레아 머니 (1983년) - 빌 존스 역
- 마지막 남은 처녀 (1981년)
- 아마츄어 나이트 (1979년)
- 해저드 마을의 듀크 가족 (1979년)